# رود موشا
رود موشا (انگلیسی: Mosha) یک رودخانه در استان آرخانگلسک کشور روسیه است.